# Niki McEwen
Niki McEwen (ur. 1 kwietnia 1980 w Missoula) – amerykańska lekkoatletka, tyczkarka.

## Kariera sportowa
W 2006 wygrała mityng Pedro's Cup w Warszawie – w pokonanym polu zostawiając utytułowane rywalki (m.in. Tatiana Grigorieva, Jelena Isinbajewa, Monika Pyrek), które nie poradziły sobie z zimnem i deszczem utrudniającym konkurs i nie zaliczyły żadnej wysokości. Wicemistrzyni USA (2007). W tym samym roku nie awansowała do finału podczas rozgrywanych w Osace mistrzostw świata – zajęła 17. miejsce w eliminacjach.

## Rekordy życiowe
- skok o tyczce – 4,54 (2007)
- skok o tyczce (hala) – 4,46 (2007)